# Omphalea hypoleuca
Omphalea hypoleuca är en törelväxtart som beskrevs av August Heinrich Rudolf Grisebach. Omphalea hypoleuca ingår i släktet Omphalea och familjen törelväxter. Inga underarter finns listade i Catalogue of Life.